# Джевдет Насуфи
Джевдет Насуфи (на македонска литературна норма: Џевдет Насуфи) е политик от Северна Македония от албански произход.

## Биография
Джевдет Насуфи е роден през 1948 г. в стружкото село Велеща. Членува в Демократическата партия на албанците. На 30 ноември 1998 г. става министър на местното самоуправление. От декември 1999 до май 2001 г. е министър на правосъдието. От май 2001 г. е заместник-министър-председател в 4-тото правителството на Република Македония. Живее в село Велеща, Струга.